# BB 22200
,,,
Les BB 22200 sont une série de 205 locomotives électriques de ligne bicourant de la SNCF, mises en service à partir de 1976, et toujours en service.

## Description
La série de locomotives BB 22200 est la version bicourant des locomotives de la famille des nez cassés. Elles sont aptes à circuler aussi bien sous courant continu à  1 500 V que sous courant alternatif à 25 000 V et 50 Hz, au contraire des autres locomotives de cette famille qui ne peuvent circuler que sous l'un ou l'autre type de courant, soit respectivement les BB 7200 et les BB 15000.
Leur numérotation émane du principe encore en vigueur à l'époque de leur livraison : numéro de la version bicourant = numéro de la version 1 500 V + numéro de la version 25 000 V, soit respectivement 22200 = 7200 + 15000.

## Conception
Le réseau ferré national français se distingue pour des raisons historiques par l'utilisation de deux différents types d'électrification : 25 000 V alternatif 50 Hz et 1 500 V continu. Pour parcourir l'ensemble du réseau ferroviaire électrifié avec un seul type de machines, il est donc nécessaire de la prévoir pour ces 2 types d'alimentation.
Dans les années 1970, deux séries de locomotives ayant le même châssis, les mêmes bogies et les mêmes moteurs à courant continu, ont été conçues pour chacun des deux types d'électrification : la BB 15000 pour le réseau électrifié en monophasé et la BB 7200 pour le réseau électrifié en continu. Elles disposent d'une chaîne de traction commandée par hacheur de courant à base de thyristors selon une technologie similaire, mais avec des schémas différents en fonction du courant pour laquelle elles sont conçues.
La BB 22200 représente la version bicourant d'une BB 7200 par l'adjonction d'un transformateur et de ponts-redresseurs. Le reste de l'électronique de puissance constituée de thyristors et de diodes est commun. Elle est ainsi apte à circuler sur tout le réseau ferré français quel que soit le type d'électrification de la ligne.
Le schéma de principe d'une BB 15000 diffère légèrement par le fait qu'il utilise directement les alternances du courant 50 Hz à travers des ponts-mixtes et des ponts-complets pour produire la tension redressée variable nécessaire à la commande des moteurs, alors que sur la BB 22200 le courant 50 Hz est d'abord transformé, redressé, lissé puis converti en tension variable par un hacheur identique à celui de la BB 7200.
Le poste de conduite est typique des années 1970 avec un manipulateur de traction circulaire. La boite à leviers est située sous le manipulateur de traction et la partie gauche du pupitre est dédiée aux freins avec le frein direct, le frein d'urgence et le manipulateur de frein.

## Parc
Elles ont été livrées du 27 décembre 1976 au 9 juillet 1986.
Sur 205 machines construites, 5 manquent à l’appel (en janvier 2011) :
- la BB 22253 radiée à la suite d'un incendie ;
- la BB 22279 radiée à la suite de l'accident de Solliès-Pont dans le Var en 1983 ;
- la BB 22336 radiée à la suite de l'accident de Melun du 17 octobre 1991 ;
- la BB 22220 radiée à la suite de l'accident de Curis-au-Mont-d'Or en septembre 1992 ;
- la BB 22283 radiée à la suite de l'incendie en ligne au début de 2007.

Mais avec la baisse de l’activité Fret, certaines ont été radiées depuis janvier 2012.
Radiations :
- le 12 janvier 2012 : BB 22201 à 22207, 22210, 22211, 22213, 22215, 22219, 22221, 22222, 22224 à 22226 ;
- le 17 janvier 2012 : BB 22216 ;
- le 28 décembre 2012 : BB 22372 ;
- le 1er février 2013 : BB 22217.

### Locomotives aptes à200km/h
La BB 22278 assura pendant neuf mois la remorque de l’Étendard à 200 km/h.
Les BB 22351 à 22357 construites en 1983, ont été d'origine équipées de bogies avec un rapport 200 et de la pré-annonce par balises CSEE. Elles ont été affectées au dépôt de Rennes pour assurer les TEE Jules Verne entre Paris et Nantes V200 avec des voitures Grand Confort, ainsi que sur la ligne Paris - Bordeaux avant la mise en service du TGV Atlantique.
Il y a 8 machines aptes à 200 km/h, et dotées de la Transmission voie-machine (signalisation en cabine) afin de pouvoir circuler sur les lignes à grande vitesse : les BB 22378, 22379, 22380, 22386, 22399, 22401, 22403, 22405.
Les 233 BB 26000 sont cependant plus à l’aise à V200, du fait de leur puissance très élevée de 5 600 kW, contre 4 600 kW en 25 kV 50 Hz pour les BB 22200.

### Locomotives réversibles
Depuis début 2006, certaines BB 22200 utilisées au TER ont été équipées du multiplexage, équipement permettant la réversibilité des machines afin qu’elles puissent circuler avec des rames Corail réversibles. La lettre « R » à la suite de leur numérotation permet de les identifier.
À noter que depuis 2010, ces locomotives sortent en livrée « Grise » dite aussi « Fantôme » du fait de l’arrêt de la livrée « En Voyage ».
- Les locomotives en livrée « En Voyage » en avril 2013 sont les suivantes : BB 22214, 22264, 22266, 22269, 22307 à 22316, 22350, 22351, 22354, 22356, 22357, 22359 à 22361, 22264, 22266, 22269, 22391 à 22398, 22400(Livrée « En Voyage » sans pelliculage) , 22402, 22404
- Les locomotives en livrée « Fantôme » à la même date sont les suivantes : BB 22209, 22242, 22245, 22247 à 22249, 22257, 22260, 22271, 22353, 22355, 22358, 22362 à 22364.

À partir de juin 2012, un contingent de 16 locomotives va être transformé pour fonctionner en réversibilité par câblots (RC) avec les rames RRR et RIO de la région PACA en vue de remplacer les BB 25500 vieillissantes. Les lettres « RC » à la suite de leur numérotation permet de les identifier. Les trains qu'elles assureront circuleront sur Marseille - Les Arcs et Les Arcs - Nice. Le coût de cette acquisition-transformation est de 1 million d'euros l'unité.
- Les locomotives en livrée « PACA » : BB 22243, 22250, 22252[11], 22256, 22258, 22261.

- La région Nord - Pas de Calais a également fait l'acquisition de 15 unités : BB 22241, 22246, 22254, 22255, 22262, 22265, 22268, 22273, 22278, 22284, 22285, 22286, 22293, 22296, 22303.
- Au cours de l'année 2019, la région Grand Est a fait l'acquisition de 10 unités (4 au 8 juillet 2019 et 6 au 8 décembre 2019) issues de la région PACA. Cette acquisition vise à remplacer le parc de BB25500 utilisé sur les relations Strasbourg - Sélestat et Strasbourg - Saverne. Fin 2020 les engins ont vu leur livrée PACA disparaitre au profit de la livrée Grand Est. Il s'agit des unités suivantes : 22235, 22236, 22259, 22263, 22270, 22276, 22282, 22298, 22301 et 22305[12].

Locomotives équipées de la réversibilité
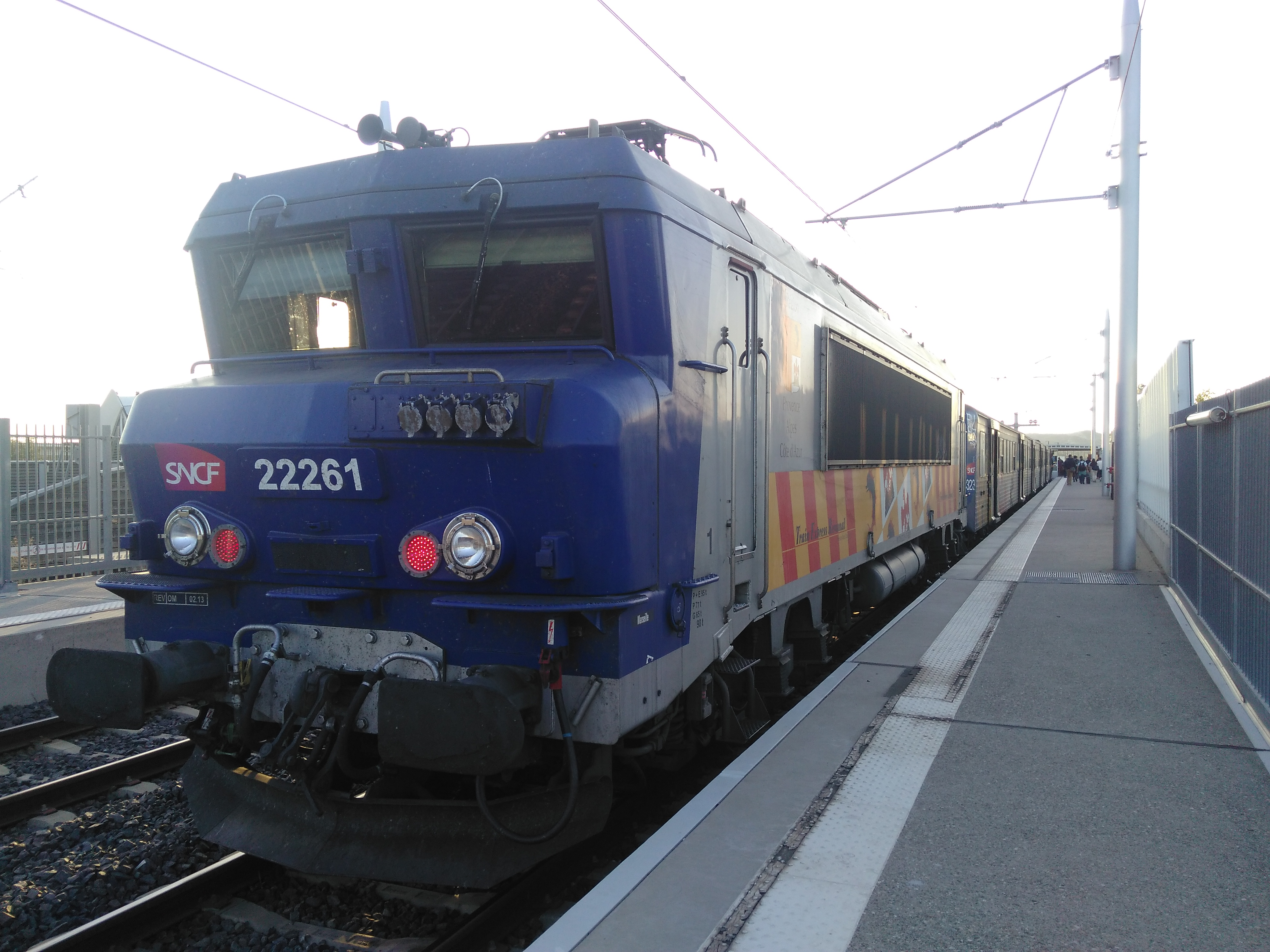
BB22261 équipée de la réversibilité par câblots, en livrée TER PACA, en gare d'Avignon TGV, le 25/09/2018.
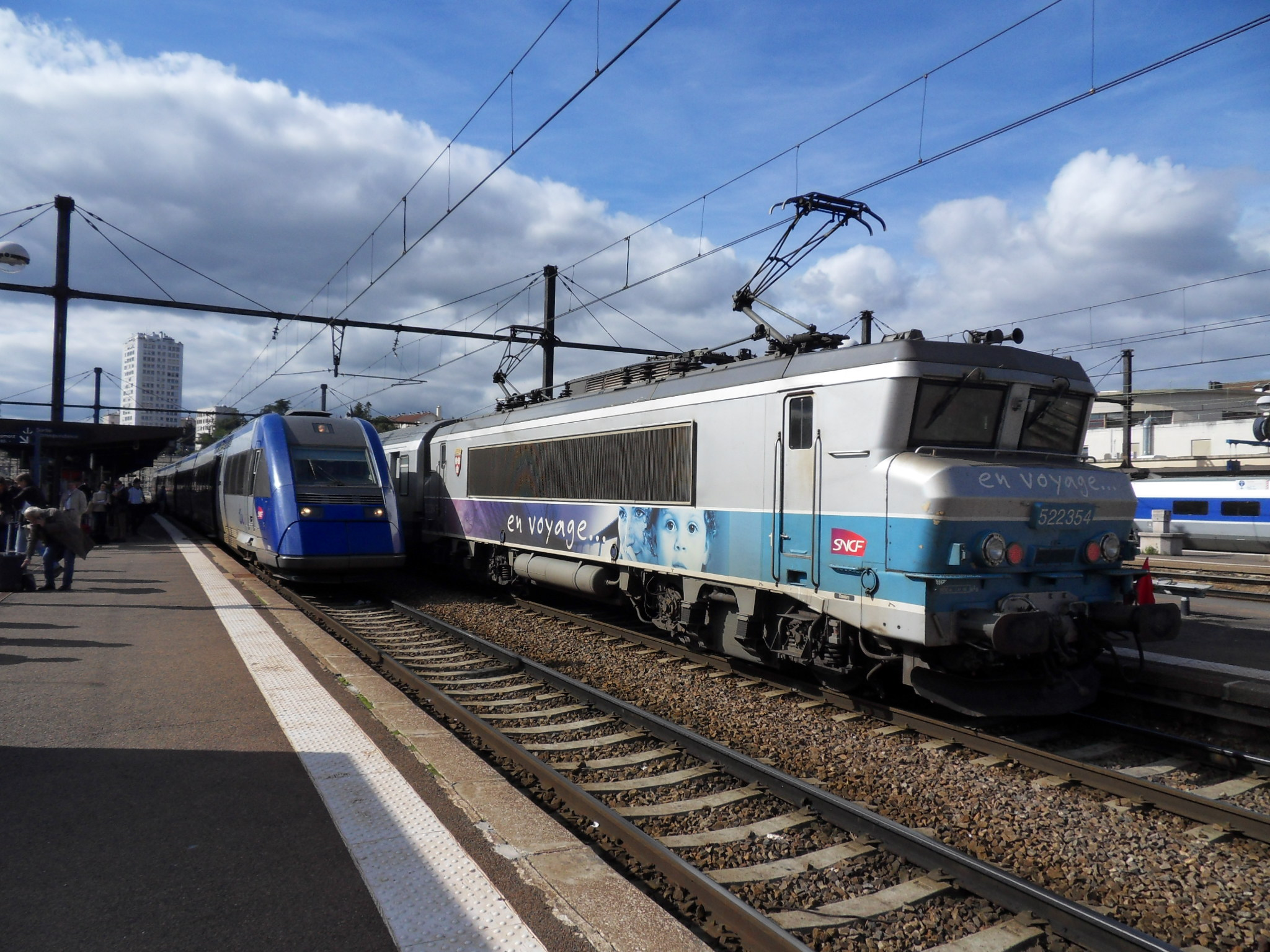
En gare de Dijon-Ville la BB 22354 avec la livrée « En Voyage » en tête d'un train Corail équipé de la réversibilité.
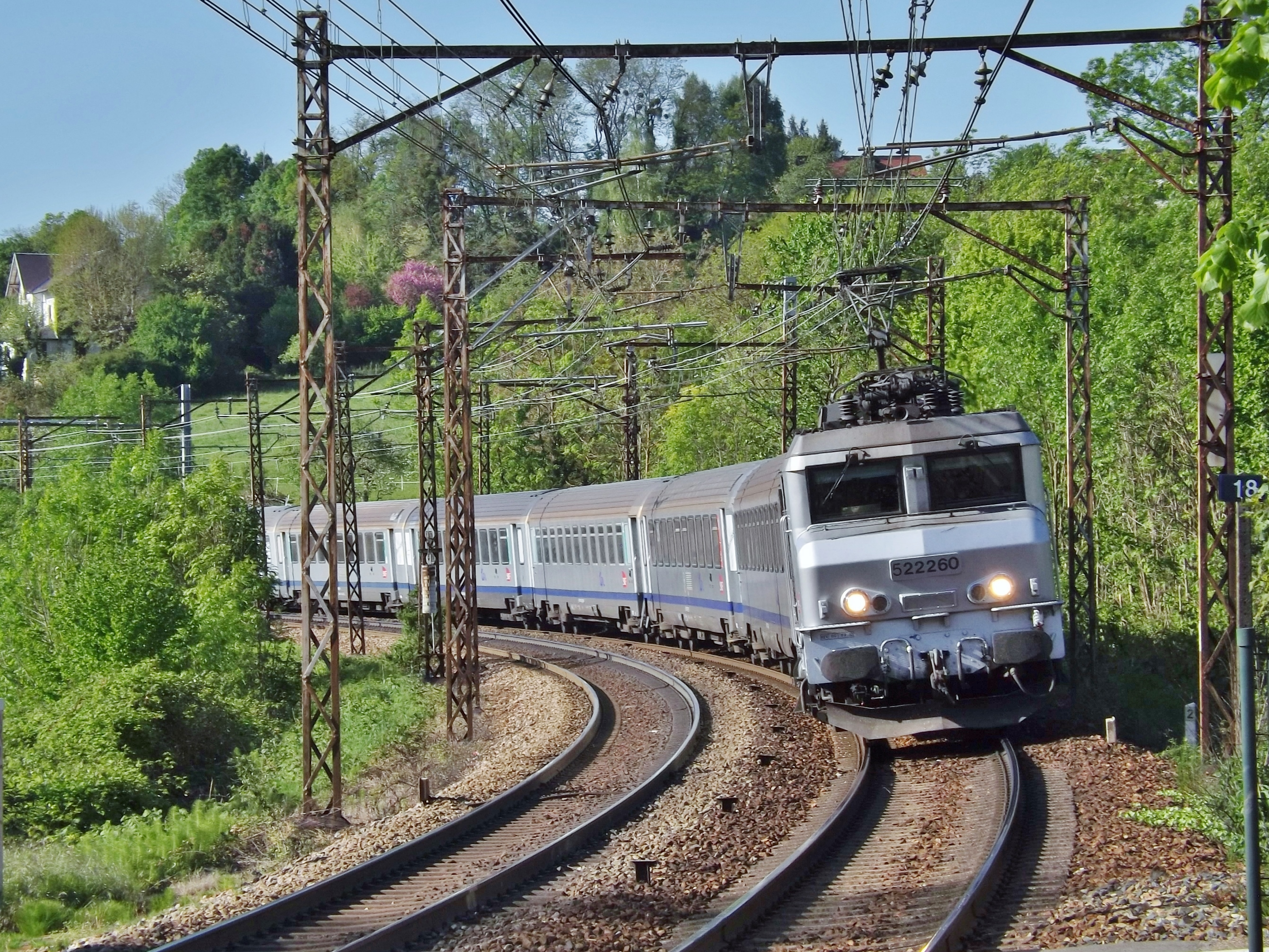
La BB 22260 en livrée « gris béton » en tête d'un TER Genève-Chambéry au sud d'Aix-les-Bains.

## Services effectués
Premiers tours de roues fin 1976, début 1977. Mise en service en 1977 à Marseille, pour service de Marseille à Nice et Vintimille ainsi qu'à Dijon.
Premiers trains longs parcours en janvier 1978 avec le Train Bleu (Paris-Vintimille de bout en bout, soit plus de 1 000 km) et avec le train autos Paris-Marseille (train 1501/1502). Ce fut une grande première à l’époque.
Les 8 machines aptes à V 200 — qui d’ailleurs ne furent pas les mêmes au fil du temps — furent affectées à Rennes. Elles ont tourné à partir de 1983 sur Paris-Nantes, et Paris-Bordeaux, ceci ayant pris fin en 1989 et 1990 à la suite de la mise en service du TGV Atlantique. Elles ont tracté quelques trains de fret à haute vitesse sur LGV.
En 1984/1985, pour différents tests, dont l'aérodynamique, la BB 22351 avait été sélectionnée pour recevoir un carénage qui équipera les futures BB 26000.
Du fait du retard de livraison des CC 92000 pour le tunnel sous la Manche, les BB 22399 à 22405 ont été équipées de la TVM 430, d'une protection incendie "tunnel"  et adaptées pour la marche en unités multiples. Pendant 15 mois, elles ont tracté des trains de fret sous la Manche. Leur nez a alors revêtu une couleur jaune conformément au matériel circulant au Royaume-Uni, faisant surnommer les engins yellow submachines, en référence à la chanson Yellow Submarine des Beatles. Les locomotives 22379, 22380, 22399, 22401, 22403 et 22405 étaient équipées de la signalisation en cabine et nommées TTU. Elles étaient en tête des unités motrices et nommées TTU (transmission tunnel UM). Les locomotives 22400, 22402 et 22404 n’étaient pas équipées de la signalisation et étaient nommées TU ; elles étaient toujours en seconde position de l’unité motrice.
À partir de septembre 1994, elles ont eu en charge le TER Interloire circulant entre Orléans et Nantes à 200 km/h, repris en septembre 1997 par les BB 26000.
Depuis, les 8 machines aptes à V200 tournent en service de mesures et d’inspection sur les LGV.
Elles assuraient aussi jusqu'aux environ de la fin des années 2010 les deux trains de fret de 300 tonnes max circulant de nuit à V200 sur LGV, sur Paris-Bordeaux-Toulouse, et Paris-Orange.
En 2022, neuf engins sont affectées au nouveau service "Ouigo Train Classique" (22238 à 22240, 22323, 22324, 22332, 22335, 22340 et 22347), toutes déjà appartenant à Intercités. Elles devraient recevoir la livrée Ouigo inversée (bleu pour les portes et le logo et rose pour le reste) pour l'occasion.

## Livrées

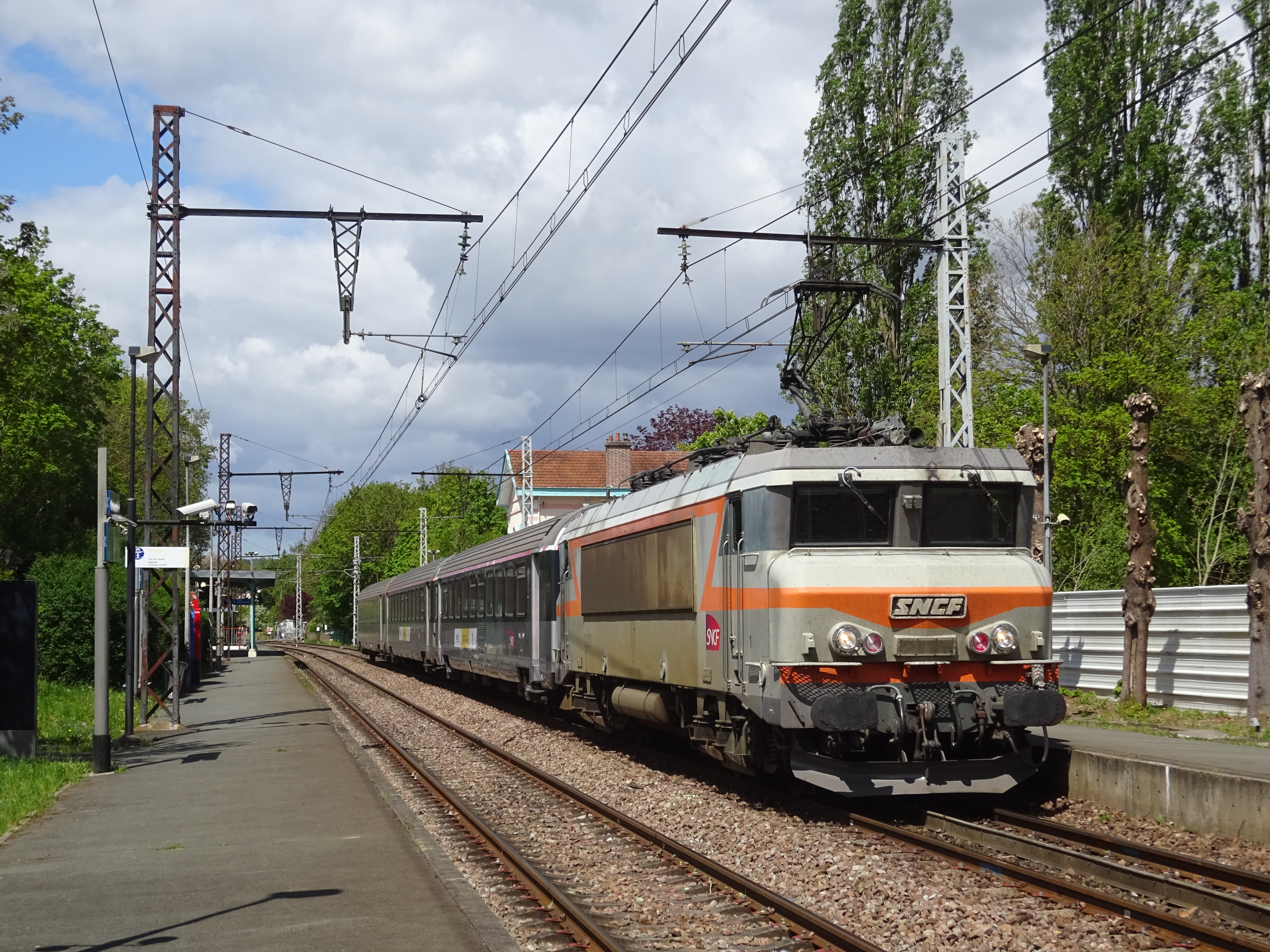
Livrée d’origine « béton ».
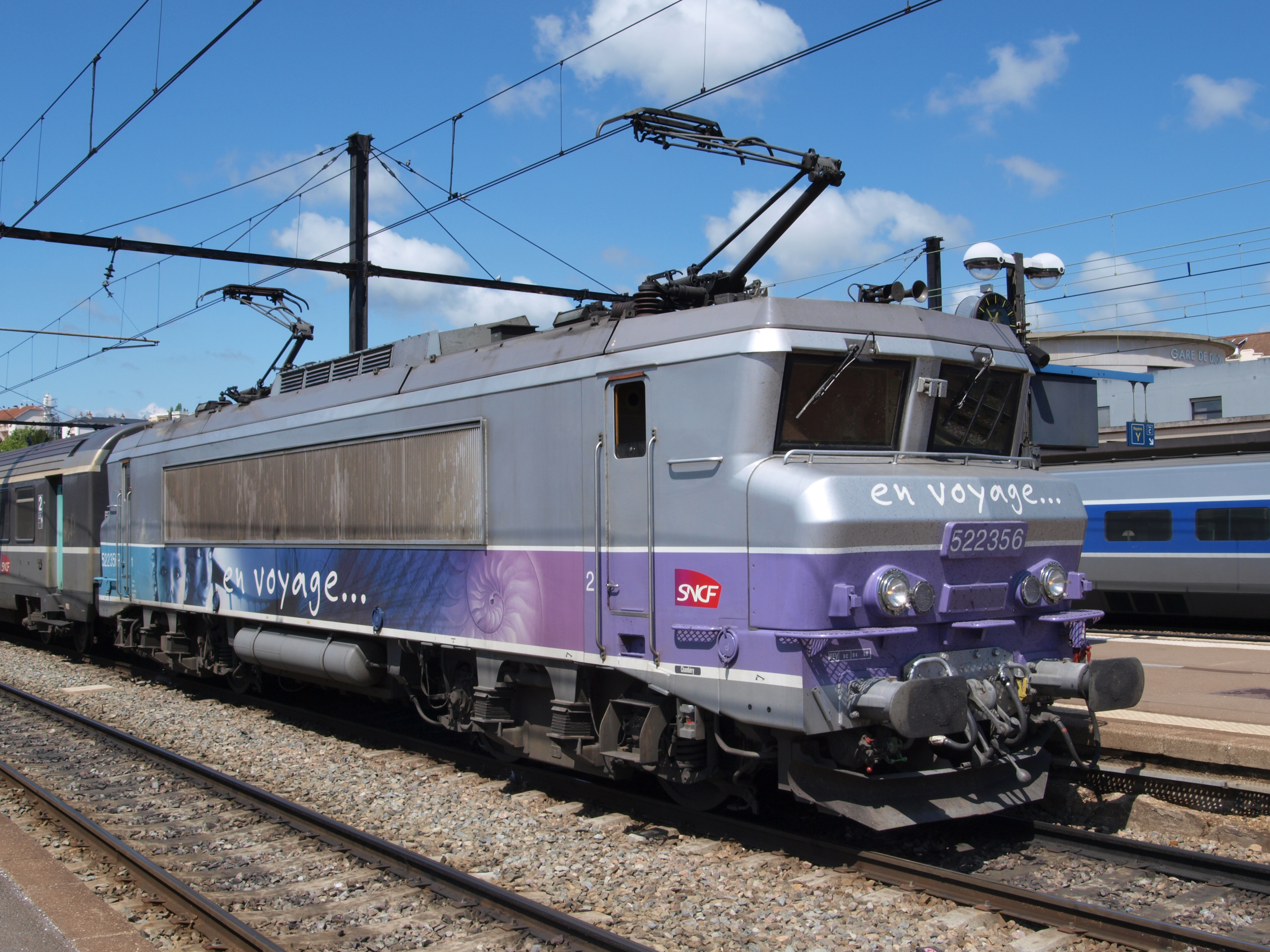
Livrée « En Voyage ».
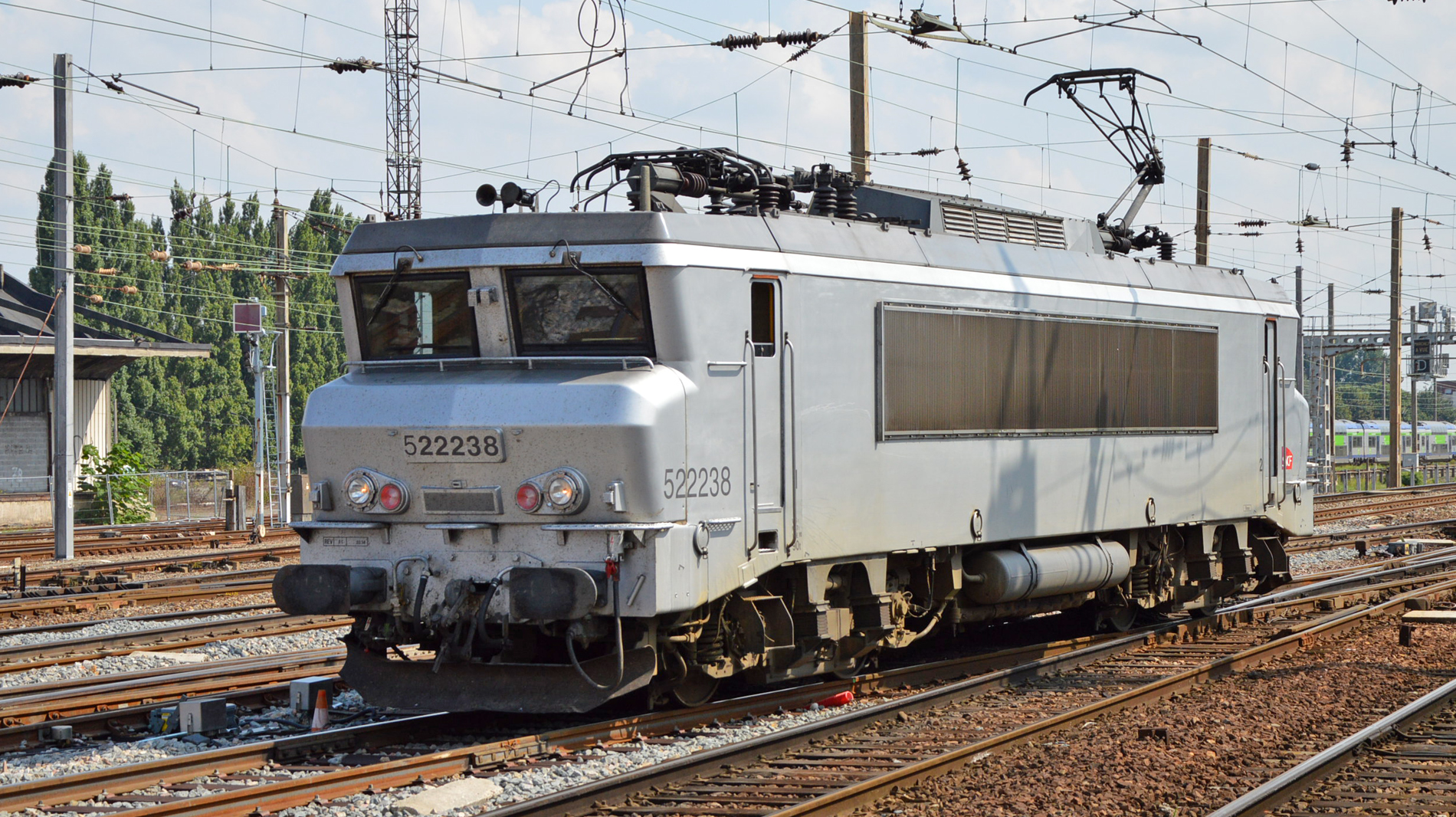
Livrée grise.
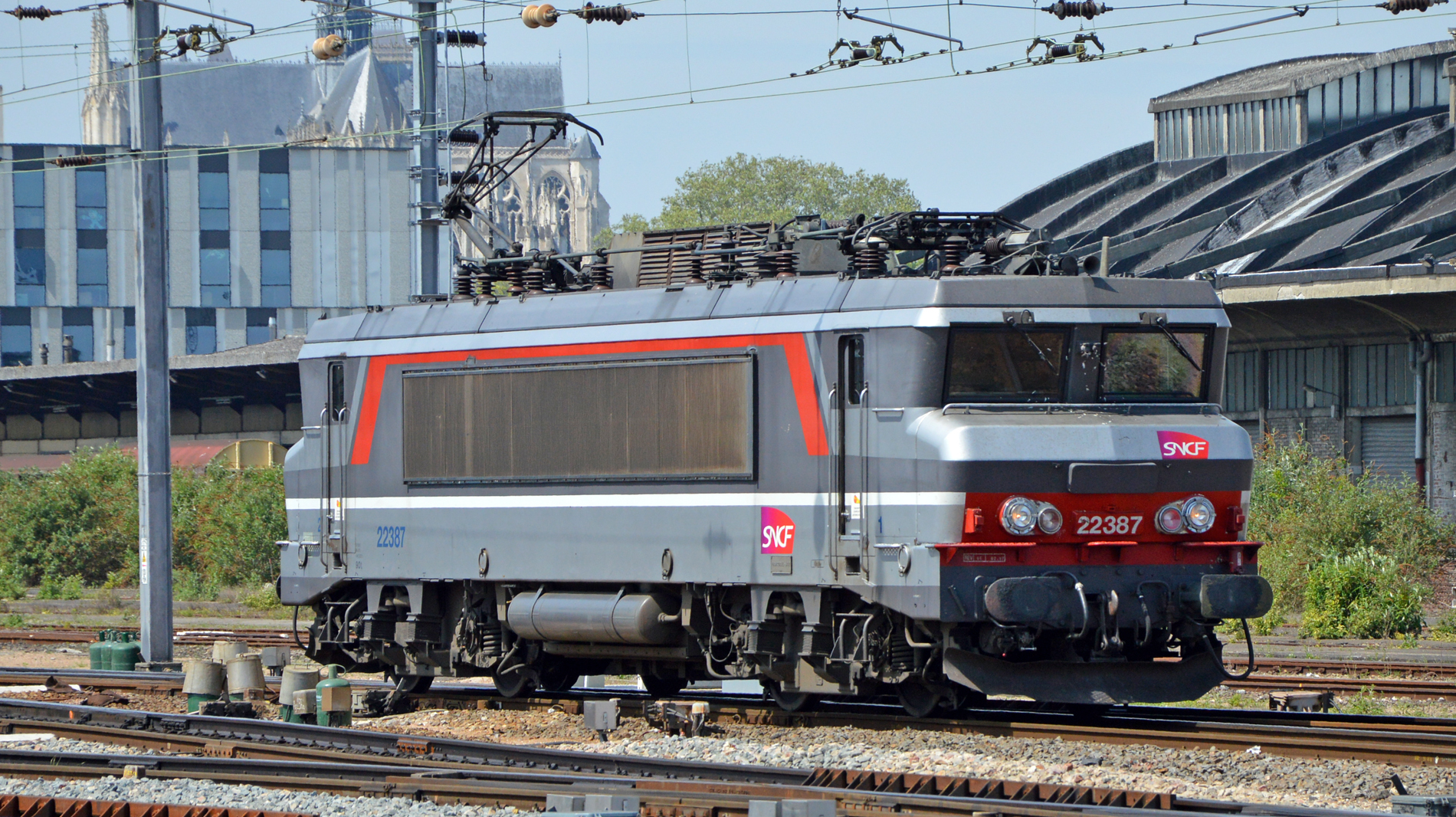
Livrée « Corail + ».
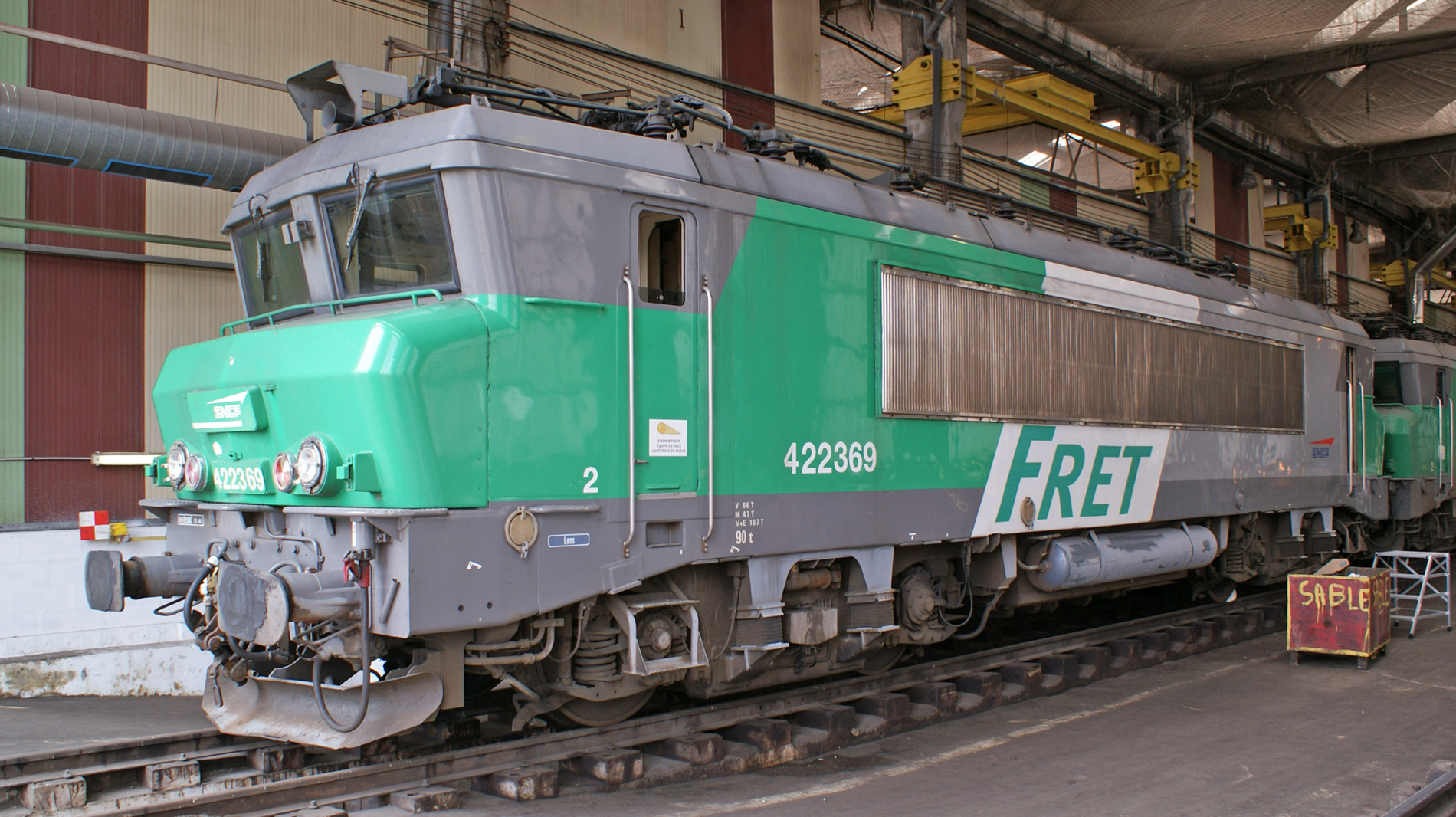
Livrée Fret.
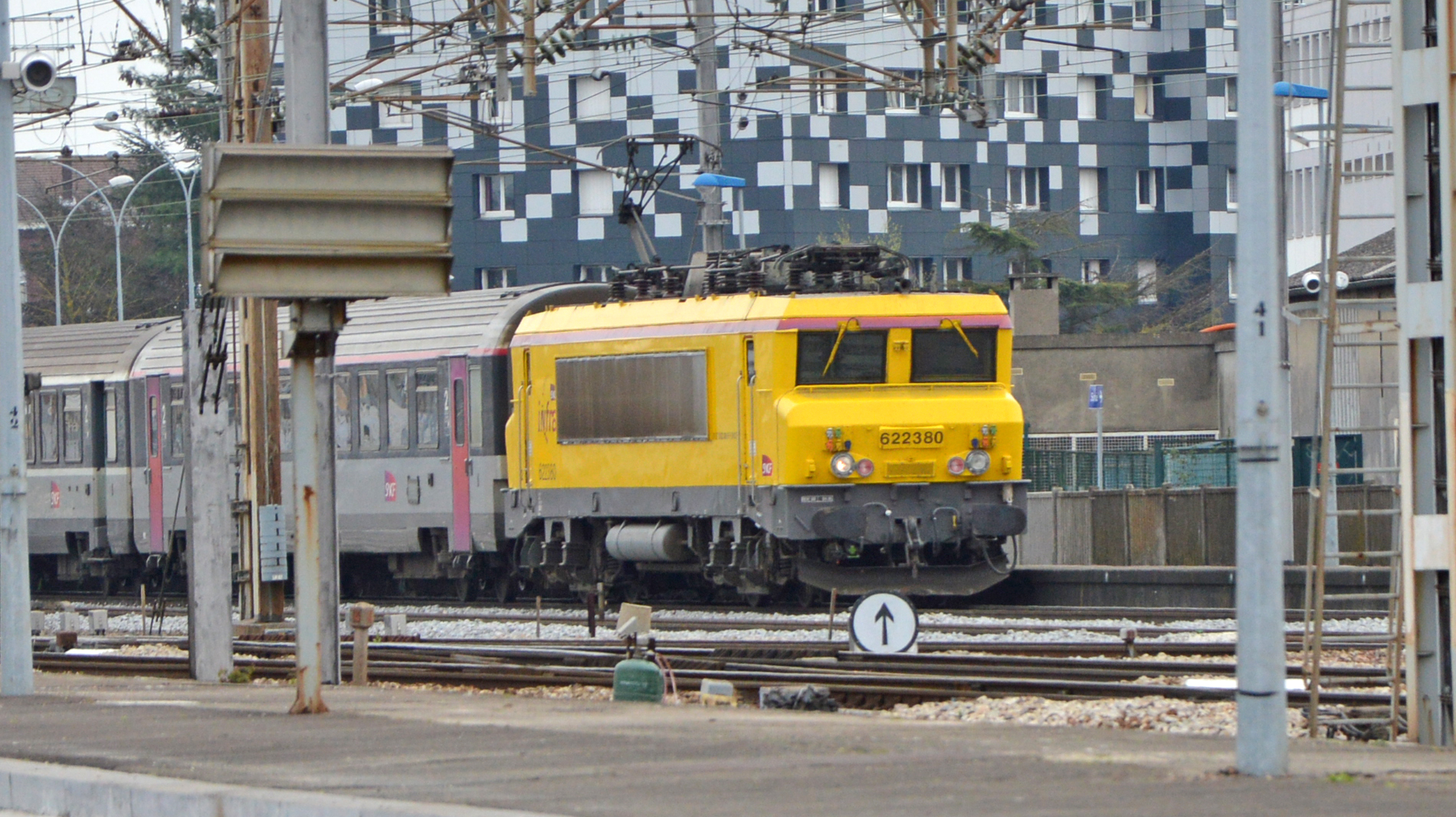
Livrée Infra.
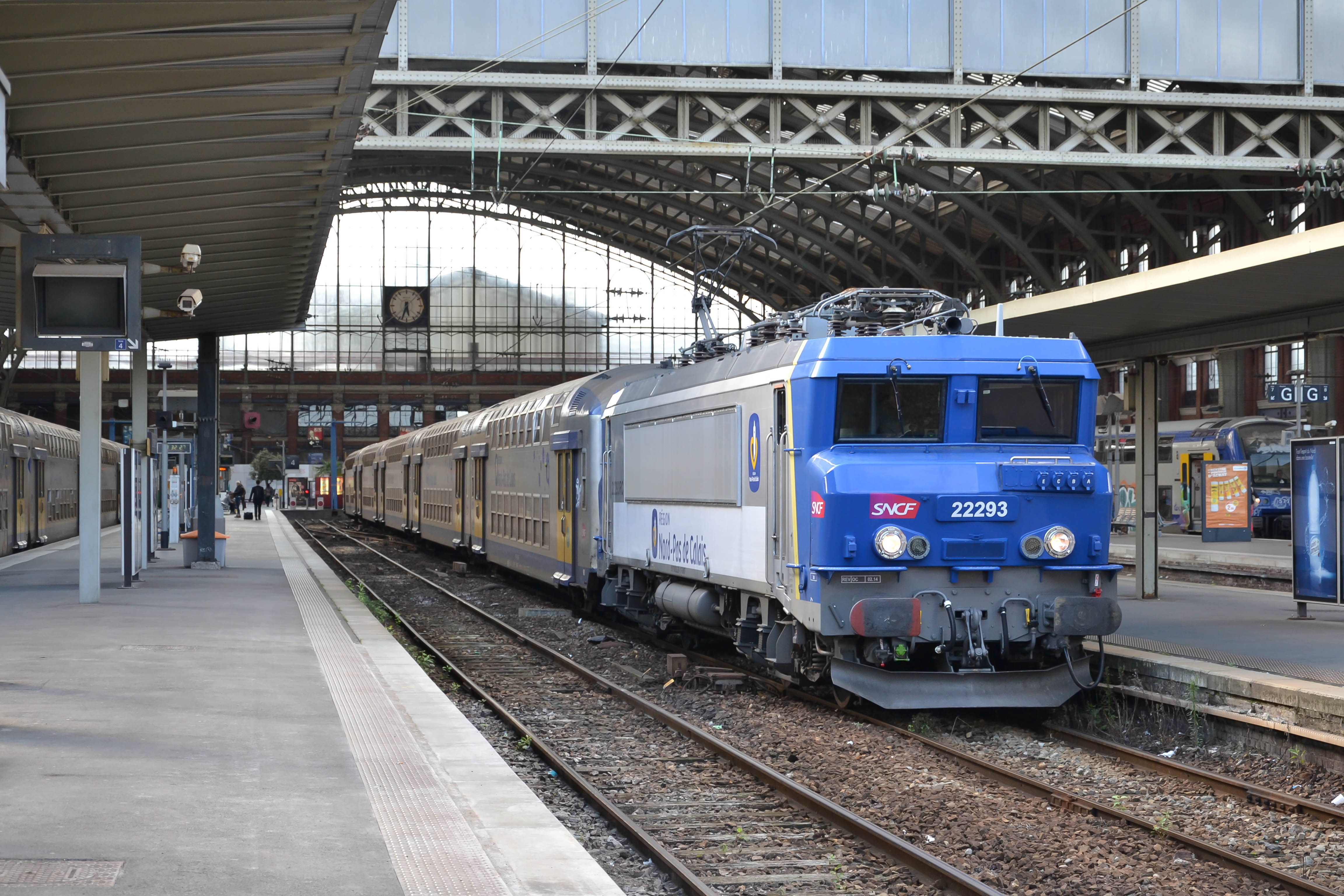
Livrée TER Nord-Pas-de-Calais.
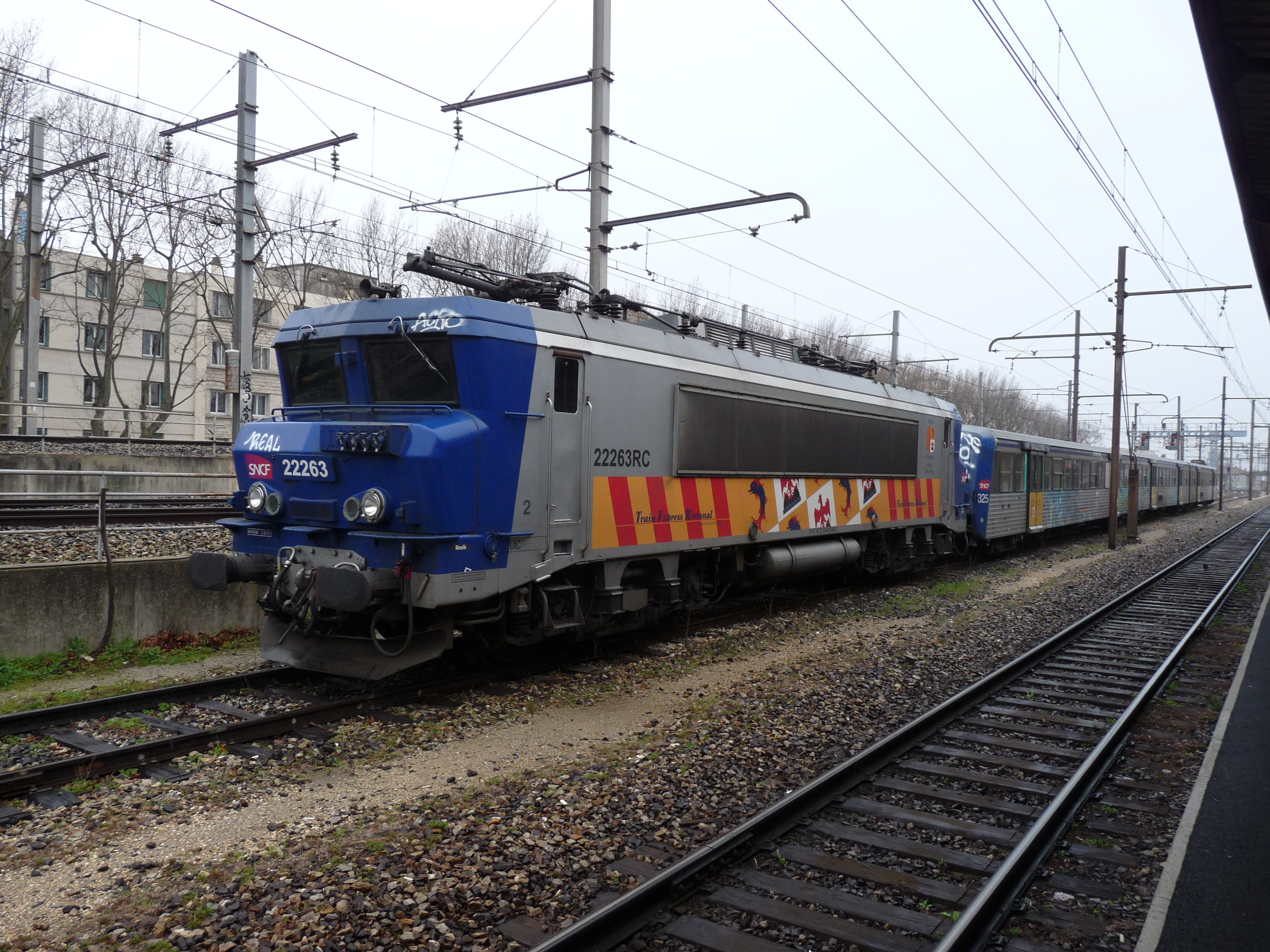
Livrée TER PACA.
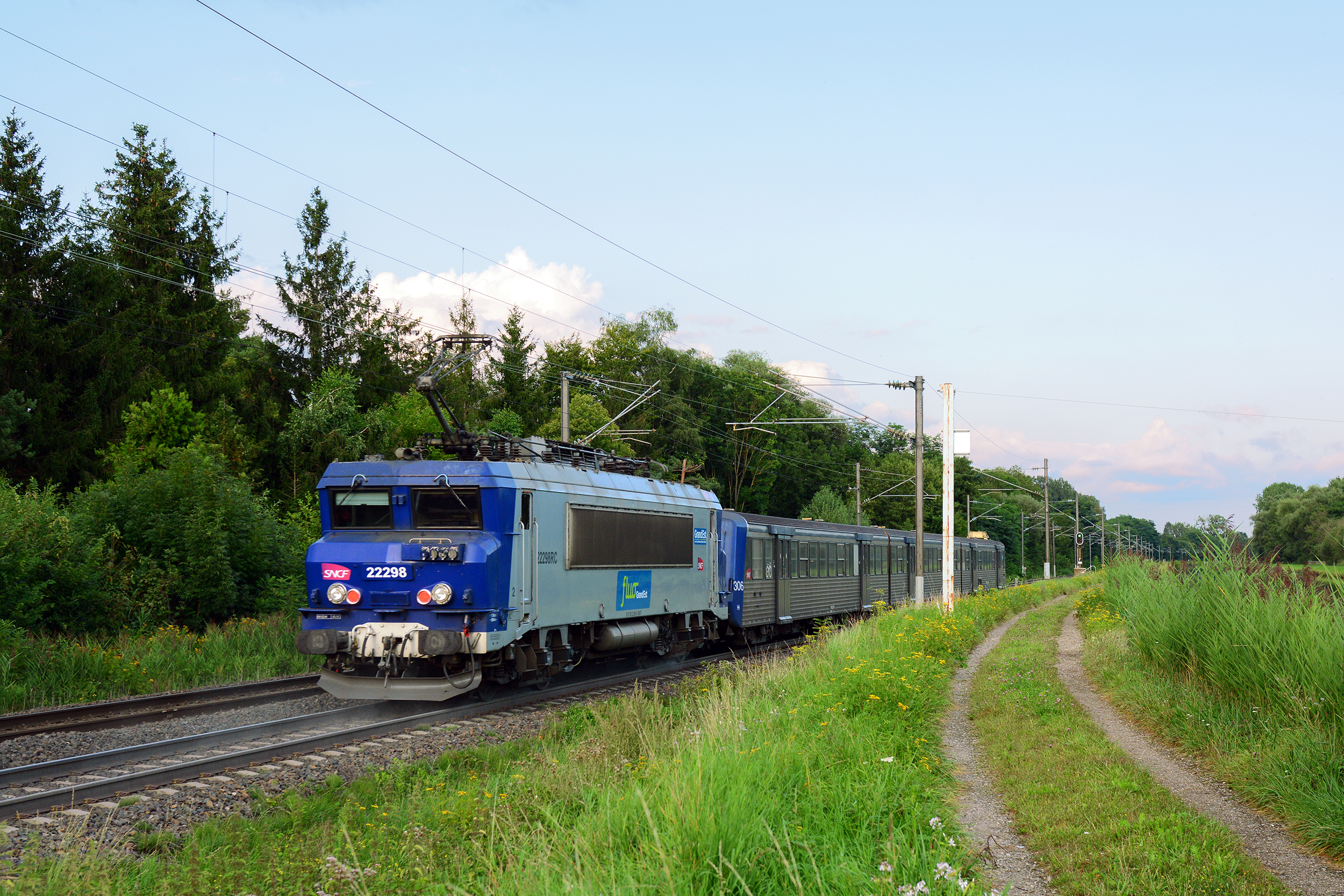
Livrée TER Fluo.
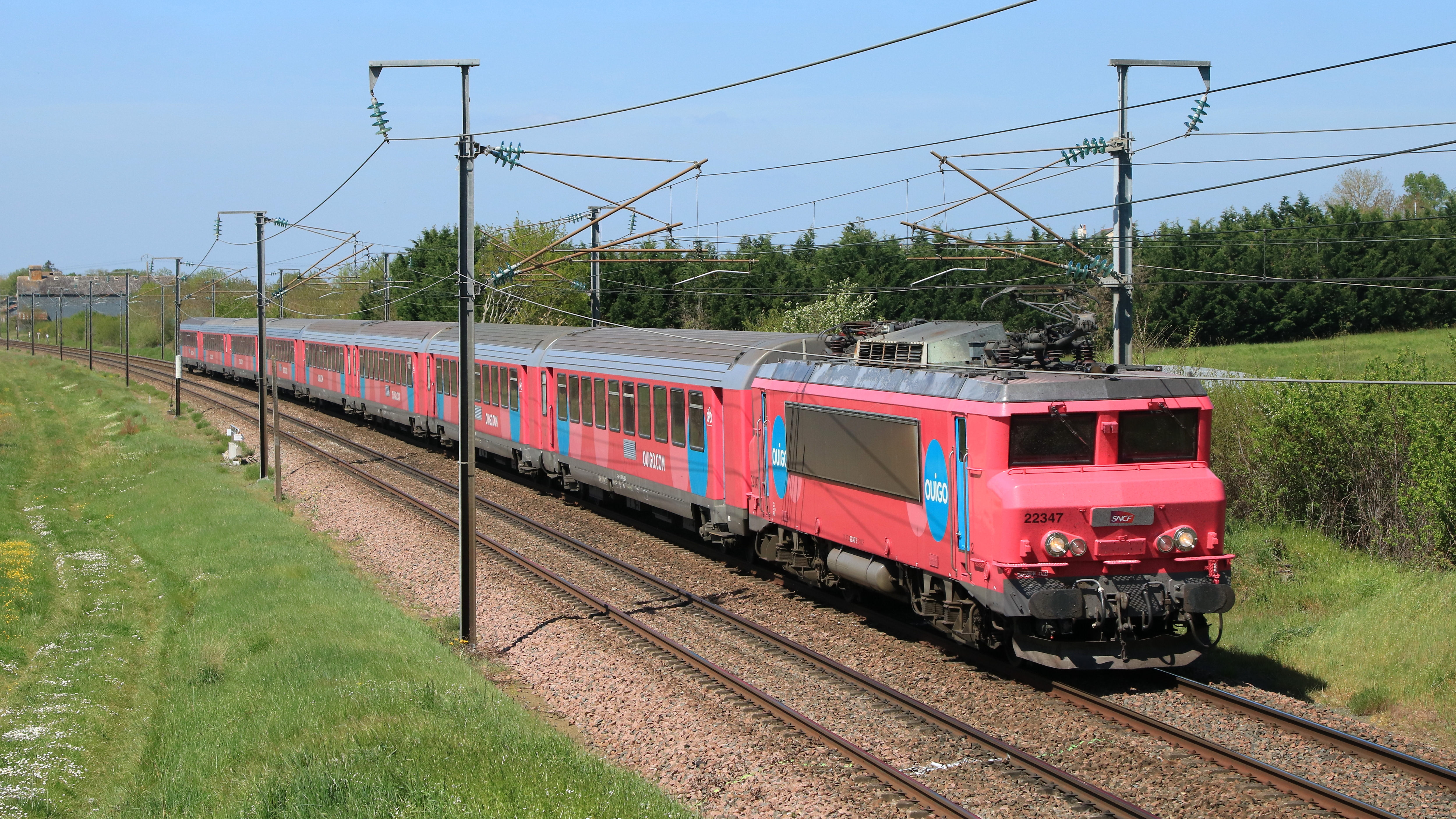
Livrée Ouigo Classique.
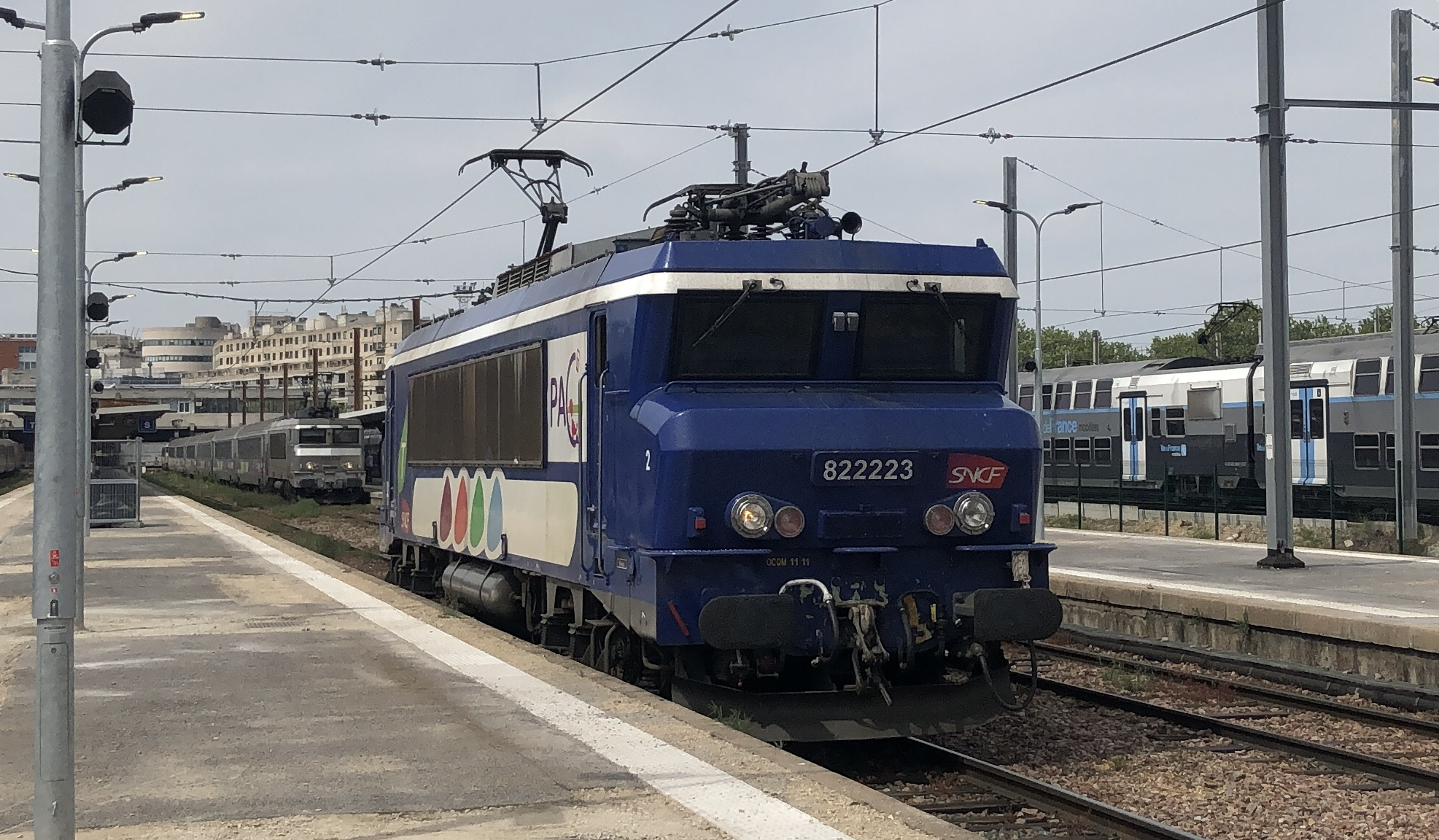
Livrée PAC Transilien de la BB22223
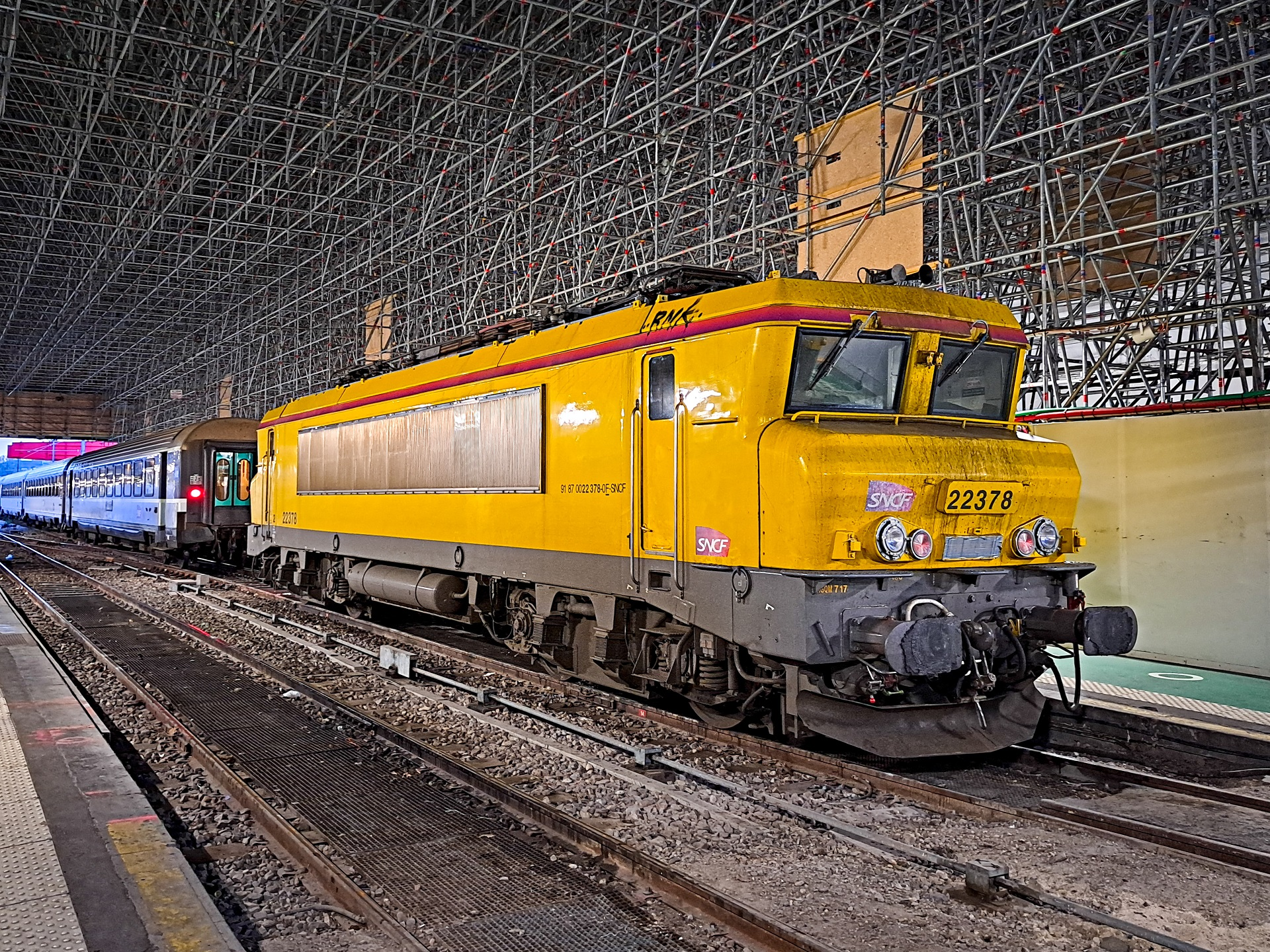
livrée infra de la BB 22379 (ex BB 20011)

## Lignes desservies
Lignes où circulent des BB 22200 :
- Réseau Est :
  - Dijon - Toul - Metz - Thionville[13],[14],[17],[18],[19]
  - Lyon - Besançon
  - Strasbourg - Saverne (BB 22200 RC)
  - Strasbourg - Sélestat (BB 22200 RC)
  - Strasbourg - Paris Est (BB 22200 RC)
  - Strasbourg-Port-du-Rhin - Triage de Gevrey (Naviland Cargo)

- Réseau Nord :
  - Paris-Nord - Lille - Calais
  - Paris-Nord - Maubeuge
  - Paris-Nord - Amiens

- Réseau Ouest :
  - Paris-Montparnasse - Nantes[14],[17],[18],[19]/(Limité à Lorient[17] et Quimper[18],[19]) Ligne de Savenay à Landerneau
  - Ligne de Paris-Montparnasse à Brest[14],[17],[18],[19]/Ligne de Rennes à Redon[17],[18],[19]
  - Ligne Tours - Le Croisic[14],[17],[18],[19]

- Réseau Sud-Ouest :
  - Paris-Austerlitz - Tours/Saint-Pierre-des-Corps - Poitiers - Angoulême - Bordeaux (via ligne classique)[14],[17],[18],[19]
  - Paris-Austerlitz - Tours/Saint-Pierre-des-Corps - Poitiers - Niort - La Rochelle-ville et marchandises La Rochelle-Pallice (via ligne classique)[19]
  - LGV A, Paris - Toulouse - Narbonne

- Réseau Sud-Est :-
  - Paris - Clermont-Ferrand[17],[18],[19]
  - Paris - Dijon - Lyon - Marseille[13],[14],[17],[18],[19]
  - Paris - Ligne de Dijon-Ville à Vallorbe[13],[14]
  - Dijon - Belfort - Mulhouse
  - Lyon - Chambéry - Albertville - Bourg-Saint-Maurice[17],[18],[19]
  - Lyon - Chambéry - Montmélian - Modane[17],[18],[19]
  - Lyon - Aix-les-bains - Annecy
  - Valence - Grenoble - Chambéry - Annecy
  - Valence - Grenoble - Chambéry - Genève (en service international)
  - Lyon - Ambérieu - Culoz - Bellegarde - Genève (en service international, jusqu'au 10 décembre 2023)
  - Ligne de Marseille-Saint-Charles à Vintimille[13],[14],[17],[18],[19]
  - Ligne de la Pauline-Hyères aux Salins d'Hyères[13],[14],[17],[18],[19]
  - Avignon - Cerbère
  - Narbonne - Cerbère
  - Marseille - Tarascon - Narbonne

- Inter-Réseaux :
  - Bordeaux - Agen - Montauban - Toulouse - Narbonne - Béziers - Montpellier - Nîmes - Arles - Marseille
  - Lyon - Bourg-en-Bresse - Lons-le-Saunier - Besançon - Belfort - Mulhouse - Colmar - Strasbourg[18],[19]
  - Bourg-Saint-Maurice - Aix-les-Bains-Le Revard - Quimper, en train de nuit[17],[18],[19].

(liste non exhaustive)

## Effectif
Répartition des 152 locomotives au 17 mai 2025
| Dépôts | Désignation                    | Ville                                 | Nombre de machines |
| ------ | ------------------------------ | ------------------------------------- | ------------------ |
| SFT    | STF Masteris                   | Strasbourg                            | 8 machines         |
| SLI    | STF Infrarail                  | Chalindrey - Villeneuve-Saint-Georges | 18 machines        |
| SHF    | STF Hauts-de-France            | Lens - Longueau                       | 21 machines        |
| SNU    | STF Transilien ligne N et U    | Villeneuve-Saint-Georges              | 2 machines         |
| SPC    | STF Provence-Alpes-Côte d'Azur | Marseille                             | 14 machines        |
| SRA    | STF Rhône-Alpes                | Chambéry                              | 32 machines        |
| STA    | STF Alsace                     | Strasbourg                            | 10 machines        |
| SVI    | STF Voyages - Intercités       | Villeneuve-Saint-Georges              | 47 machines        |

## Informations particulières

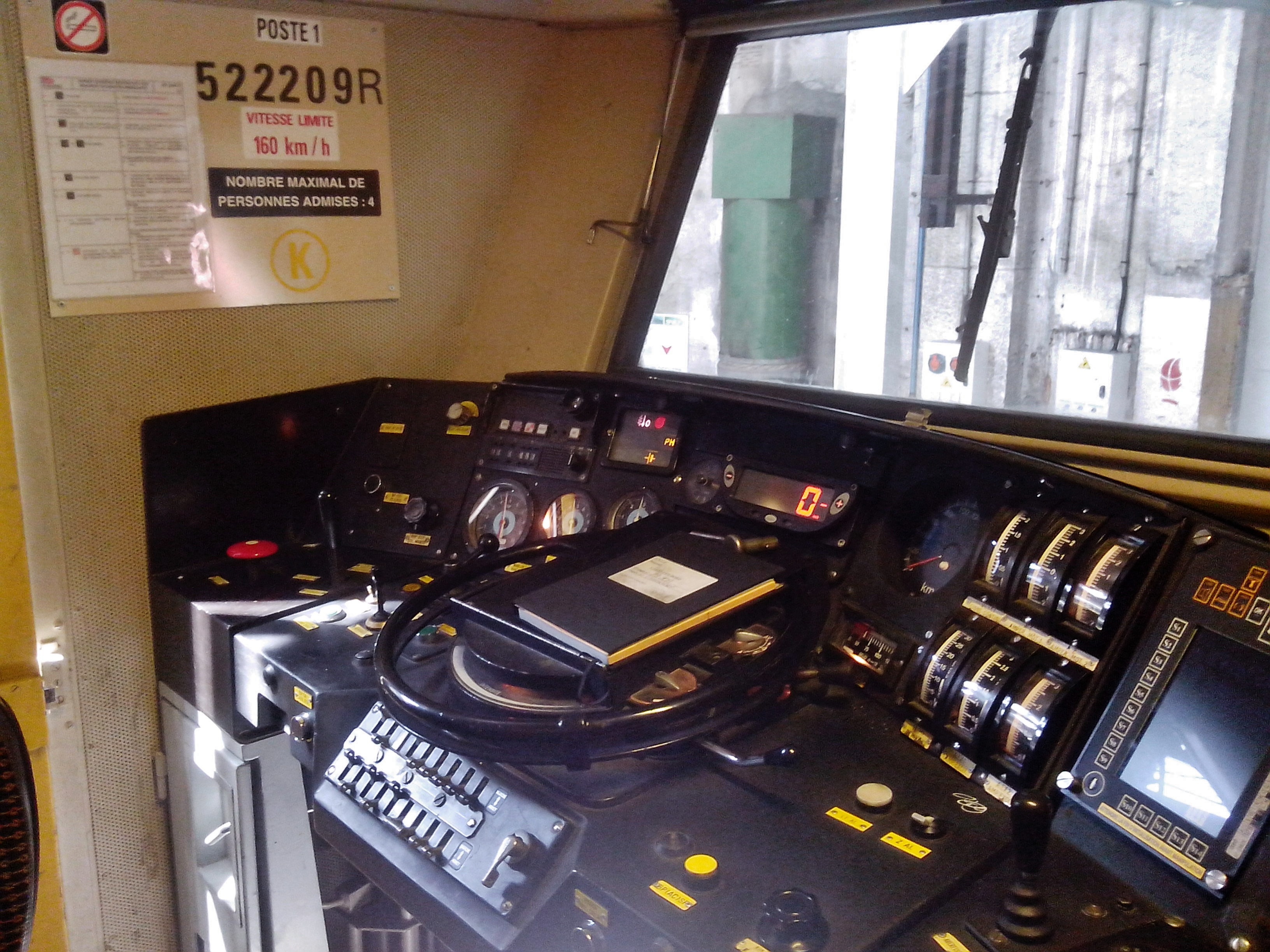
Pupitre de conduite d'une BB 22200.

En 1992 la BB 22317 est convoyée à Birmingham, au National Exhibition Centre pour une exposition de matériel ferroviaire au salon "Freight Connection show 1992", le tunnel sous la manche n'étant pas encore ouvert elle est transportée par bateau avant de finir son trajet par camion.
En 2012, près de 60 BB 22200 appartenant à EPOC (Fret SNCF) sont « garées bon état » dans les triages de Sotteville-lès-Rouen et Villeneuve-Saint-Georges, en raison de la baisse du trafic fret et l’arrivée de séries plus récentes sur certains trains qu'elles assuraient jadis. Des tractations sont en cours avec l’activité TER pour des transferts pour remplacer les séries plus anciennes, comme les BB 17000 (VO 2N) ou les BB 25200 (Réversibilité avec voiture pilote B6Dux). En région PACA, certaines BB 22200 remplacent les BB 25500. Elles tractent ou poussent les RRR ou RIO. Les machines sont alors modifiées pour faire la réversibilité par câblots (comme celles utilisés dans les trains Transilien).
En 2011, la BB 22244 a reçu la nouvelle livrée Carmillon à titre expérimental. L'expérience n'étant pas concluante, la 22244 a depuis retrouvé sa livrée grise.

## Cinéma
- La BB 22328 fut utilisée au cinéma dans le film Le Gendarme et les Gendarmettes.
- La BB 22341 fut utilisée au cinéma dans le film Attention au départ !.
- La BB 22349 fut utilisée au cinéma dans la série Lupin : Dans l'ombre d’Arsène, diffusée sur Netflix.

## Modélisme
- Cette locomotive a été reproduite en HO par les firmes Jouef, Lima, Roco, Trix, LS Models, Märklin et Marklin Hamo en livrées béton, TU, fret, corail +, En Voyage, TER PACA, Infra et Transilien PAC.

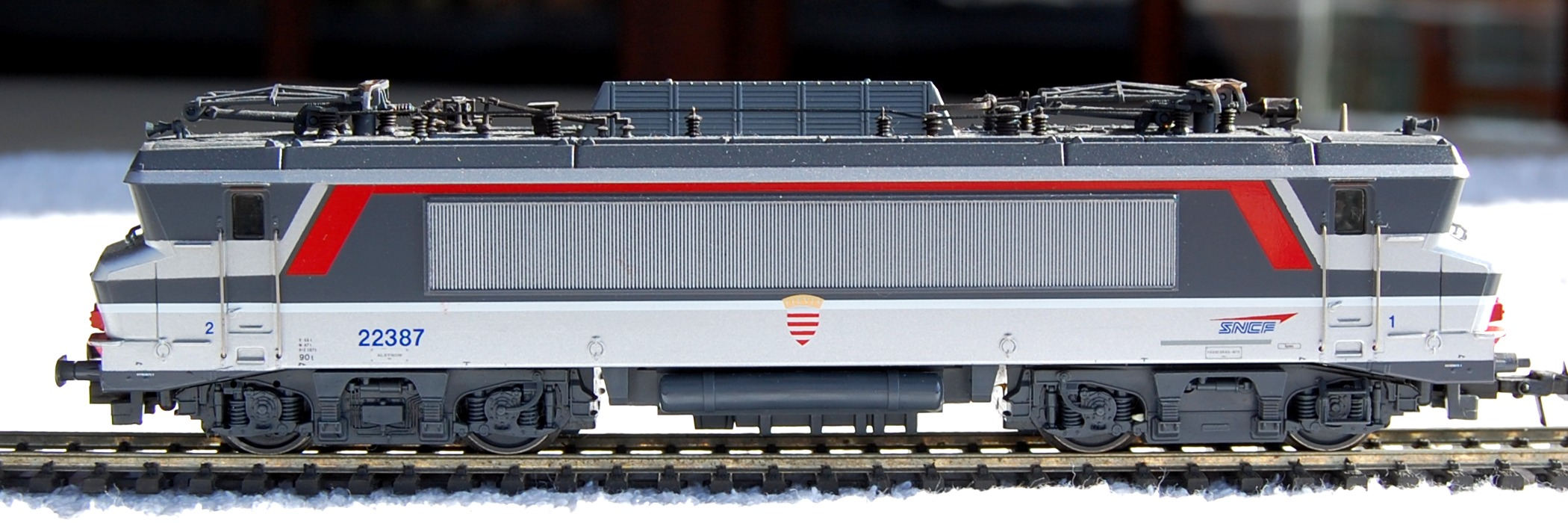
Modèle réduit Roco de la BB 22387 en livrée Corail +.